# Senostoma longipes
Senostoma longipes är en tvåvingeart som först beskrevs av Macquart 1846.  Senostoma longipes ingår i släktet Senostoma och familjen parasitflugor. Inga underarter finns listade i Catalogue of Life.